# Wimdu
Wimdu è una piattaforma web tedesca, basata sul modello di business di proprietà immobiliari in affitto da pari a pari (peer to peer) che pubblicizzano le proprietà su internet (da stanze ad appartamenti) per brevi periodi.
È un intermediario per connettere viaggiatori e ospitanti in oltre 2000 città nel mondo. La società che gestisce la piattaforma è stata fondata in Germania nel marzo 2011 da Arne Bleckwenn e Hinrich Dreiling. È un concorrente del più noto statunitense Airbnb.
Nel 2014 la piattaforma include 39 diversi domini nelle loro rispettive lingue e valute e oltre 300.000 proprietà in più di 140 paesi; 100.000 utenti registrati e un guadagno sull'investimento di 90 milioni di dollari.
La filosofia del sito è: "Travel like a local" ovvero: "Viaggia come uno del posto".
La società è stata acquisita nel 2016 dall'azienda danese di affitti turistici Novasol, parte del ramo d'azienda Wyndham Vacation Rentals del gruppo Wyndham Resorts. Ad inizio 2018 l'azienda di investimenti statunitense Platinum Equity rileva Wyndham Vacation Rentals per 1,3 miliardi di dollari più alcune royalties sui diritti di utilizzo del marchio. Il nuovo proprietario decide di chiudere Wimdu il 31 dicembre 2018, comunicazione che avviene a fine settembre 2018